# Villers-le-Bouillet
Villers-le-Bouillet (valonă Viyé-l'-Boulet) este o comună francofonă din regiunea Valonia din Belgia. Comuna este formată din localitățile Villers-le-Bouillet, Fize-Fontaine, Vaux-et-Borset, Vieux-Waleffe și Warnant-Dreye. Suprafața totală a comunei este de 32,71 km². La 1 ianuarie 2008 comuna avea o populație totală de 6.175 locuitori. 